# Mark Wells
Mark Ronald Wells (18. září 1957 St. Clair Shores, Michigan – 17. května 2024) byl americký hokejový útočník.

## Kariéra

### Amatérská
V roce 1975 se přesunul z mládežnického celku Detroit Jr. Red Wings do celku univerzity Bowling Green State. Za ten hrál v letech 1975-1979 a dvakrát byl zařazen do All star teamu NCAA (1977 a 1979).

### Reprezentace
Trenér Herb Brooks jej vybral do amerického výběru pro olympijský turnaj v Lake Placid 1980. V rámci přípravy, která probíhala celý úvod sezony 1979/80, sehrál 29 utkání. V těch získal 16 bodů za devět branek a sedm asistencí, „odseděl“ si dvě trestné minuty. Na samotném turnaji se podílel na překvapivých zlatých medailích (Zázrak na ledě). V sedmi utkáních si připsal dvě branky a asistenci.

### Profesionální
Wells byl draftován do NHL v roce 1977, kdy si jej vybral Montreal Canadiens. Po olympijském turnaji (viz výše) dohrál sezonu v dresu dvou klubů – Nova Scotia Voyageurs (AHL – farma Montrealu) a Flint Generals (IHL). Sezonu 1980/81 nastupoval za New Haven Nighthawks (farma New York Rangers v AHL). Svůj poslední aktivní ročník 1981/82 prostřídal celky Fort Wayne Komets (IHL), Oklahoma City Stars (CHL) a Flint Generals (IHL).

## Klubové statistiky
| Sezona      | Klub                      | Soutěž      | Základní část | Základní část | Základní část | Základní část | Základní část |
| Sezona      | Klub                      | Soutěž      | Z             | G             | A             | B             | TM            |
| ----------- | ------------------------- | ----------- | ------------- | ------------- | ------------- | ------------- | ------------- |
| 1975/76     | Bowling Green State Univ. | NCAA        | 32            | 17            | 27            | 44            | 10            |
| 1976/77     | Bowling Green State Univ. | NCAA        | 39            | 23            | 36            | 59            | 20            |
| 1977/78     | Bowling Green State Univ. | NCAA        | 38            | 11            | 34            | 45            | 33            |
| 1978/79     | Bowling Green State Univ. | NCAA        | 45            | 26            | 57            | 83            | 30            |
| 1979/80     | Nova Scotia Voyageurs     | AHL         | 9             | 1             | 0             | 1             | 0             |
|             | Flint Generals            | IHL         | 19            | 9             | 13            | 22            | 19            |
| 1980/81     | New Haven Nighthawks      | AHL         | 67            | 14            | 29            | 43            | 22            |
| 1981/82     | Fort Wayne Komets         | IHL         | 19            | 3             | 10            | 13            | 8             |
|             | Oklahoma City Stars       | CHL         | 14            | 1             | 1             | 2             | 6             |
|             | Flint Generals            | IHL         | 6             | 0             | 1             | 1             | 6             |
| Celkem NCAA | Celkem NCAA               | Celkem NCAA | 154           | 77            | 154           | 231           | 93            |
| Celkem AHL  | Celkem AHL                | Celkem AHL  | 76            | 15            | 29            | 44            | 22            |
| Celkem IHL  | Celkem IHL                | Celkem IHL  | 44            | 12            | 24            | 36            | 33            |

## Po kariéře
Pracoval jako manažer restaurace v Michiganu, během této práce došlo k zlomenině obratle, kvůli které lékaři objevili vzácnou degerativní nemoc jeho páteře. Kvůli nákladům na léčbu nemoci v roce 2010 prodal medaili z Lake Placid za 40 000 dolarů, tu kupec později vydražil za několikanásobně vyšší hodnotu. V rodném městě je po něm od roku 2014 pojmenovaný zimní stadion.
O olympijském triumfu v Lake Placid 1980 byl v roce 2004 natočen film, ve kterém Wellse hrál Joe Hemsworth.